# 內華達維爾 (科羅拉多州)
內華達維爾（英語：Nevadaville）是位於美國科羅拉多州吉爾平縣的一個非建制地區。該地的面積和人口皆未知。

## 地理
內華達維爾的座標為39°47′45″N 105°32′04″W / 39.79583°N 105.53444°W，而該地的平均海拔高度為2760米（即9050英尺）。